# Judeoarameu

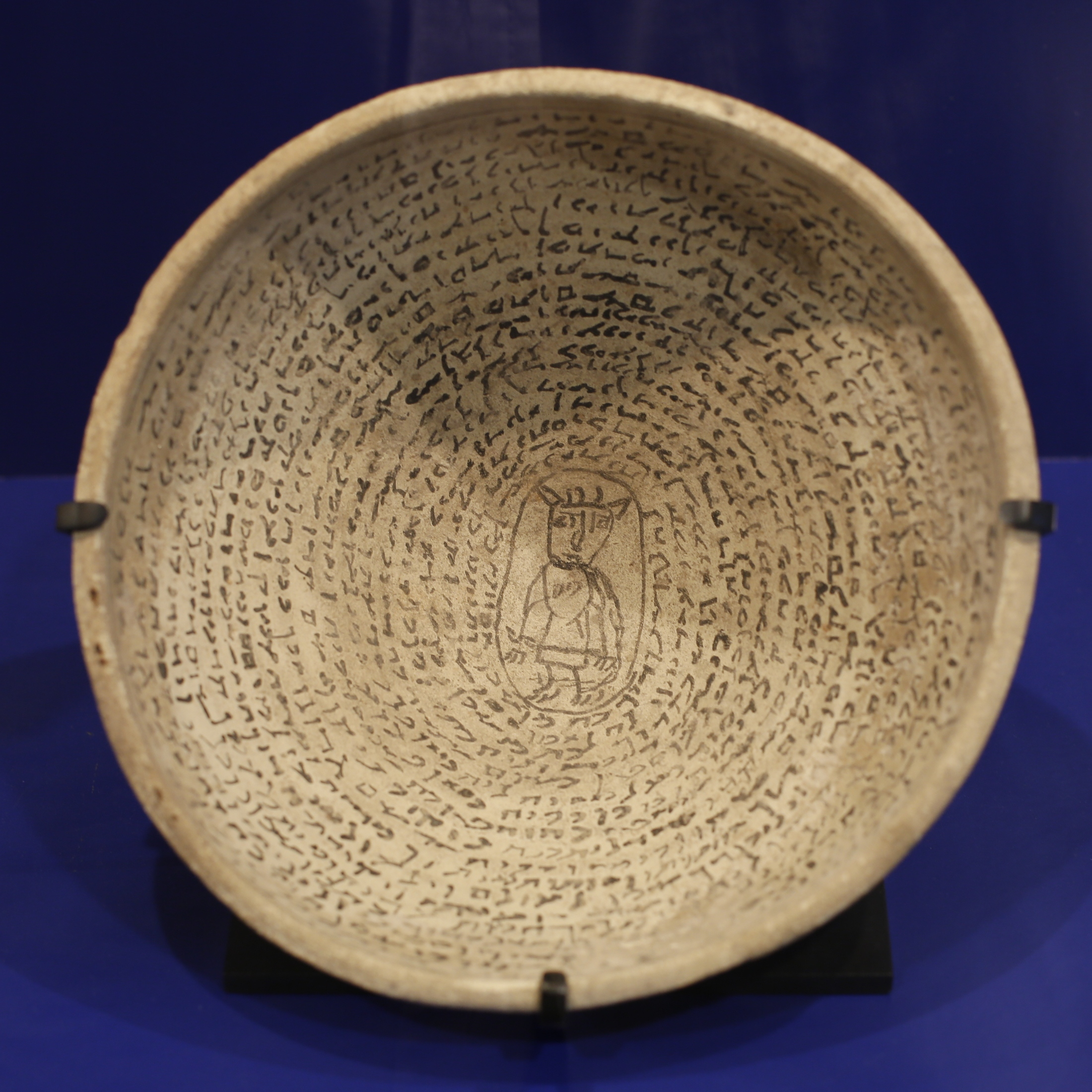
Copa màgica en judeoarameu, Lilith al Museu Champollion

Judeoarameu és un nom col·lectiu utilitzat per descriure diverses llengües hebrees influïdes per l'arameu i el neoarameu. L'arameu, com l'hebreu, és una llengua semítica occidental i les dues tenen molta semblança. Des del segle vii aC l'arameu era la lingua franca de l'Orient Mitjà. Va arribar a ser la llengua de la diplomàcia i del comerç, però no va ser usada pel poble hebreu en els seus començaments. Com descriu el Segon Llibre dels Reis 18:26, Ezequies, rei de Judà, va demanar negociar amb els ambaixadors assiris en arameu millor que en hebreu, de manera que el poble no es pogués assabentar del que es deia. Durant el segle vi aC, la captivitat dels jueus a Babilònia va portar la llengua de treball de Mesopotàmia, que era l'arameu, molt més a la vida diària de la majoria dels jueus.
Al voltant de l'any 500 aC, Darios I de Pèrsia va proclamar que l'arameu seria la llengua oficial de la meitat oest del seu imperi, i el dialecte arameu oriental va esdevenir la norma estàndard oficial. Evidències documentals ens mostren el pas gradual de l'hebreu a l'arameu:
1. L'hebreu és utilitzat al principi com a primera llengua en la societat; l'arameu, similar a les llengües canaanites, és coneguda i entesa.
2. L'arameu és utilitzat com a llengua internacional en la diplomàcia i en el comerç.
3. L'arameu és utilitzat per a la comunicació entre súbdits i en l'administració de l'imperi.
4. L'arameu arriba a ser gradualment la llengua de la vida al carrer (al mercat, per exemple).
5. L'arameu substitueix gradualment l'hebreu a la llar, i aquest últim es fa servir només en l'activitat religiosa.